# Der Tag an dem die Welt unterging
Der Tag an dem die Welt unterging (In italiano "Il Giorno in cui Finì il Mondo") è il secondo album della band tedesca We Butter the Bread with Butter ed è stato pubblicato il 14 maggio 2010 dalla Redfield Record.

## Tracce
1. Der Anfang vom Ende (L'inizio della fine) – 1:48
2. Der Tag an dem die Welt unterging (Il giorno in cui finì il mondo) – 3:35
3. Oh Mama mach Kartoffelsalat (Oh mamma fai l'insalata di patate) – 2:21
4. Alptraumsong (La canzone dell'incubo) – 3:22
5. Superföhn Bananendate (Il super-asciugacapelli incontra la banana)– 3:02
6. 3008 – 2:53
7. Glühwürmchen (Lucciola) – 3:53
8. Sabine die Zeitmaschine (Sabine la macchina del tempo) – 3:10
9. Der kleine Vampir (Il piccolo vampiro / Il mio amico vampiro) – 3:29
10. 13 Wünsche (13 desideri) – 3:10
11. Schiff Ahoi (Nave in vista) – 0:37
12. Wir gehen an Land (Andiamo a terra) – 2:25
13. Mein Baumhaus (La mia casa sull'albero) – 2:21
14. Feueralarm (Allarme antincendio) – 3:19
15. Das Ende (La fine) – 3:53

## Formazione
- Tobias "Tobi" Schultka !Dio! - voce, Programmatore
- Marcel "Marci" Neumann - chitarra solista
- Kenneth Iain Duncan - chitarra ritmica
- Maximilian Pauly Saux - basso elettrico
- Can Özgünsür - batteria